# Aaron Biagioli
Aaron Biagioli (* 26. Januar 1965) ist ein ehemaliger US-amerikanischer Fußballspieler.

## Sportlicher Werdegang
Biagioli spielte in der Jugend bei der KSG Nordheim, wo er nach einem kurzen Abstecher zum FV Biblis, 1984 in der Männermannschaft debütierte. 1986 wechselte er zum VfR Bürstadt in die Oberliga Hessen, den er nach einer Spielzeit in Richtung Südwest-Oberligisten Wormatia Worms verließ. In der Spielzeit 1987/88 erzielte er für den Klub 21 Tore in 31 Saisonspielen und krönte sich damit zum Oberliga-Torschützenkönig.
Der Zweitligist Rot-Weiss Essen nahm daraufhin Biagioli im Sommer 1988 unter Vertrag. In zwei Spielzeiten konnte er sich beim Klub jedoch nicht dauerhaft durchsetzen und wechselte nach 47 Spielen, in denen er nur ein Tor erzielt hatte, im Anschluss an die Spielzeit 1989/90 innerhalb der Liga zum Aufsteiger 1. FSV Mainz 05. Auch hier blieb ihm der endgültige Durchbruch im Profifußball verwehrt, in zwei Spielzeiten verbuchte er 28 Zweitligaspiele und drei Tore.
Biagioli schloss sich dem VfR Mannheim in der Oberliga Baden-Württemberg an. In der Spielzeit 1992/93 bestritt er alle 34 Saisonspiele und trug mit fünf Saisontoren zum vierten Tabellenplatz bei, in der folgenden Saison war er mit ebenso fünf Toren in 25 Saisonspielen an der Qualifikation zur Regionalliga Süd als Tabellendritter – zwei Punkte fehlten auf Meister SSV Ulm 1846. Er verließ den Klub jedoch in Richtung TSG Pfeddersheim, ab 1996 ließ er beim FC Ostova Osthofen bzw. dem Nachfolgeverein FSV 03 Osthofen bis 2005 seine Karriere ausklingen.